# Bealoved Brown
Bealoved Brown (ur. 17 maja 1994) – amerykańska lekkoatletka specjalizująca się w biegach sprinterskich. 
Podczas mistrzostw świata juniorów młodszych w 2011 roku zajęła ósmą lokatę w biegu na 200 metrów oraz wraz z koleżankami sięgnęła po srebrny medal w sztafecie szwedzkiej. 
Rekord życiowy: bieg na 200 metrów – 23,80 (9 lipca 2011, Lille Metropole). 

## Osiągnięcia
| Rok  | Impreza                               | Miejsce         | Konkurencja       | Pozycja    | Wynik   |
| ---- | ------------------------------------- | --------------- | ----------------- | ---------- | ------- |
| 2011 | Mistrzostwa świata juniorów młodszych | Lille Metropole | bieg na 200 m     | 8. miejsce | 24,08   |
| 2011 | Mistrzostwa świata juniorów młodszych | Lille Metropole | sztafeta szwedzka | 2. miejsce | 2:03,92 |